# Lespedeza floribunda
Lespedeza floribunda är en ärtväxtart som beskrevs av Aleksandr Andrejevitj Bunge. Lespedeza floribunda ingår i släktet Lespedeza, och familjen ärtväxter. Inga underarter finns listade i Catalogue of Life.